# Bilderbergconferentie 1975
De Bilderbergconferentie van 1975 werd gehouden van 25 t/m 27 april 1975 in het Golden Dolphin Hotel in Çeşme, Turkije. Vermeld zijn de officiële agenda indien bekend, alsmede namen van deelnemers indien bekend. Achter de naam van de opgenomen deelnemers staat de hoofdfunctie die ze op het moment van uitnodiging uitoefenden.

## Agenda
- Inflation: its economic, social and political implications (Inflatie: de economische, sociale en politieke uitvloeisels ervan)
- Recent international political developments: (Recente internationale politieke ontwikkelingen)
  - The present status and prospects to resolve the Arab-Israeli conflict and the effect on relations among NATO members (De huidige status en verwachtingen van een oplossing in het Arabisch-Israëlisch conflict en de effecten op relaties tussen NAVO lidstaten)
  - Other recent developments affecting the relations among NATO countries  (Andere recente ontwikkelingen die van invloed zijn op de relaties tussen NAVO lidstaten)

## Deelnemers
- Nederland - Prins Bernhard, prins-gemaal, Nederland, voorzitter
- Nederland - Ernst van der Beugel, Nederlands emeritus hoogleraar Internationale Betrekkingen RU Leiden
- Nederland - Jelle Zijlstra , president Nederlandse Bank

1954 ·
1955 (1) ·
1955 (2) ·
1956 ·
1957 (1) ·
1957 (2) ·
1958 ·
1959 ·
1960 ·
1961 ·
1962 ·
1963 ·
1964 ·
1965 ·
1966 ·
1967 ·
1968 ·
1969 ·
1970 ·
1971 ·
1972 ·
1973 ·
1974 ·
1975 ·
(1976) ·
1977 ·
1978 ·
1979 ·
1980 ·
1981 ·
1982 ·
1983 ·
1984 ·
1985 ·
1986 ·
1987 ·
1988 ·
1989 ·
1990 ·
1991 ·
1992 ·
1993 ·
1994 ·
1995 ·
1996 ·
1997 ·
1998 ·
1999 ·
2000 ·
2001 ·
2002 ·
2003 ·
2004 ·
2005 ·
2006 ·
2007 ·
2008 ·
2009 ·
2010 ·
2011 ·
2012 ·
2013 ·
2014 ·
2015 ·
2016 ·
2017 ·
2018 ·
2019 ·
2020 ·
2021 ·
2022 ·
2023